# فرودگاه کمدن ایست
فرودگاه کمدن ایست (به انگلیسی: Camden East Aerodrome) یک فرودگاه همگانی است که یک باند فرود چمن دارد و طول باند آن ۳۶۶ متر است. این فرودگاه در کشور کانادا قرار دارد و در ارتفاع ۱۶۰ متری از سطح دریا واقع شده‌است.